# Лідихів

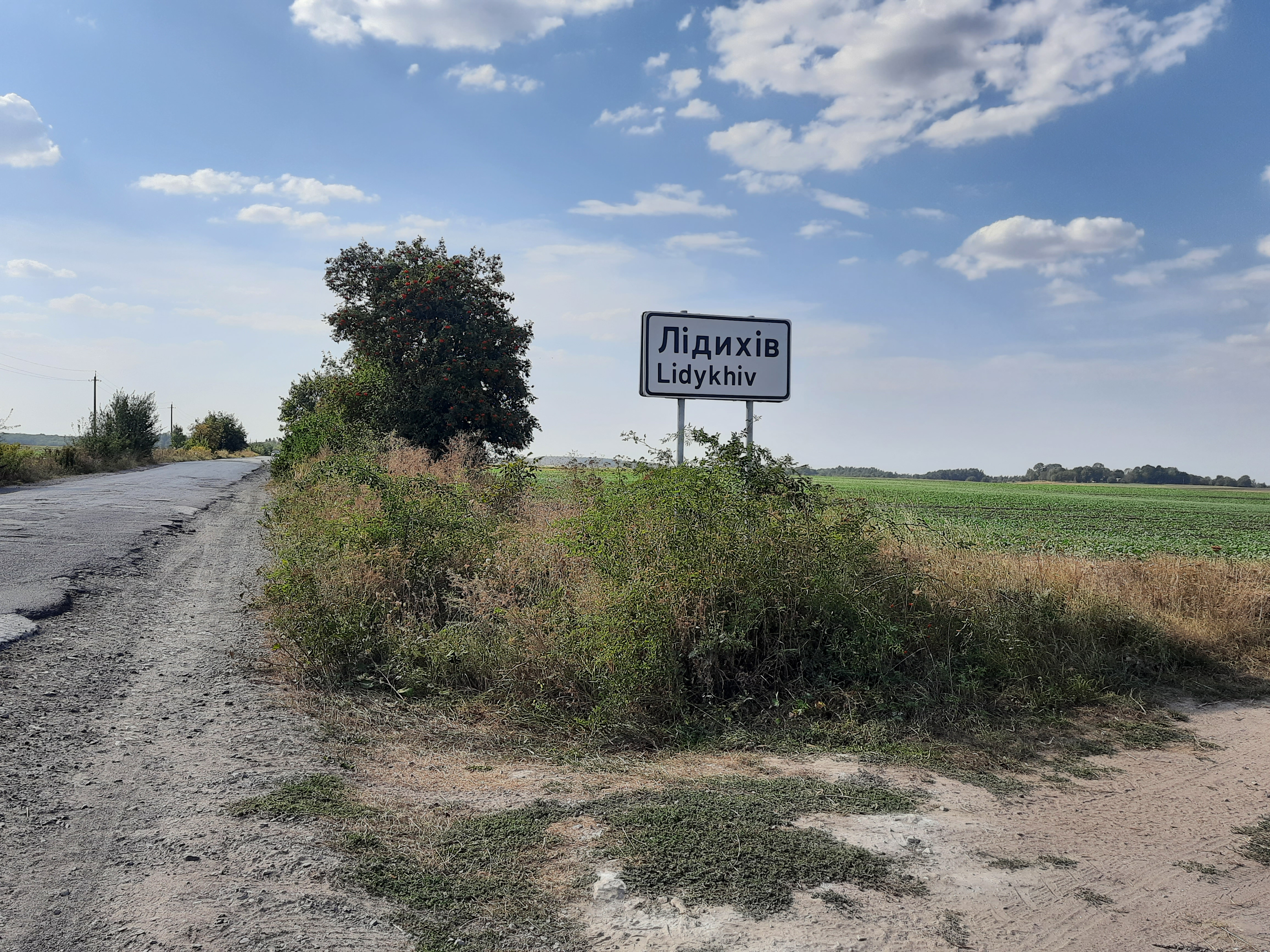
Дорожній знак при в'їзді в село

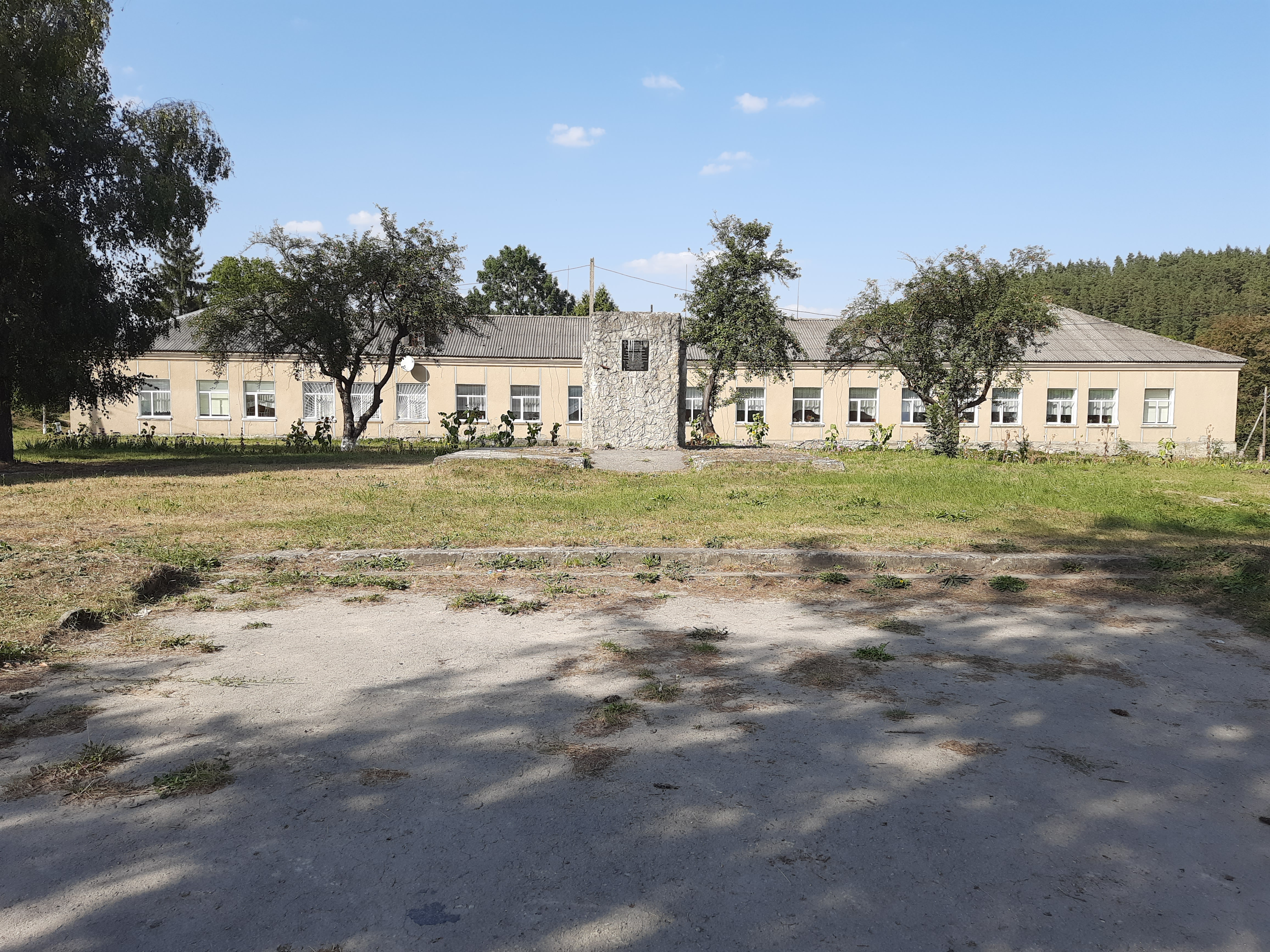
Школа

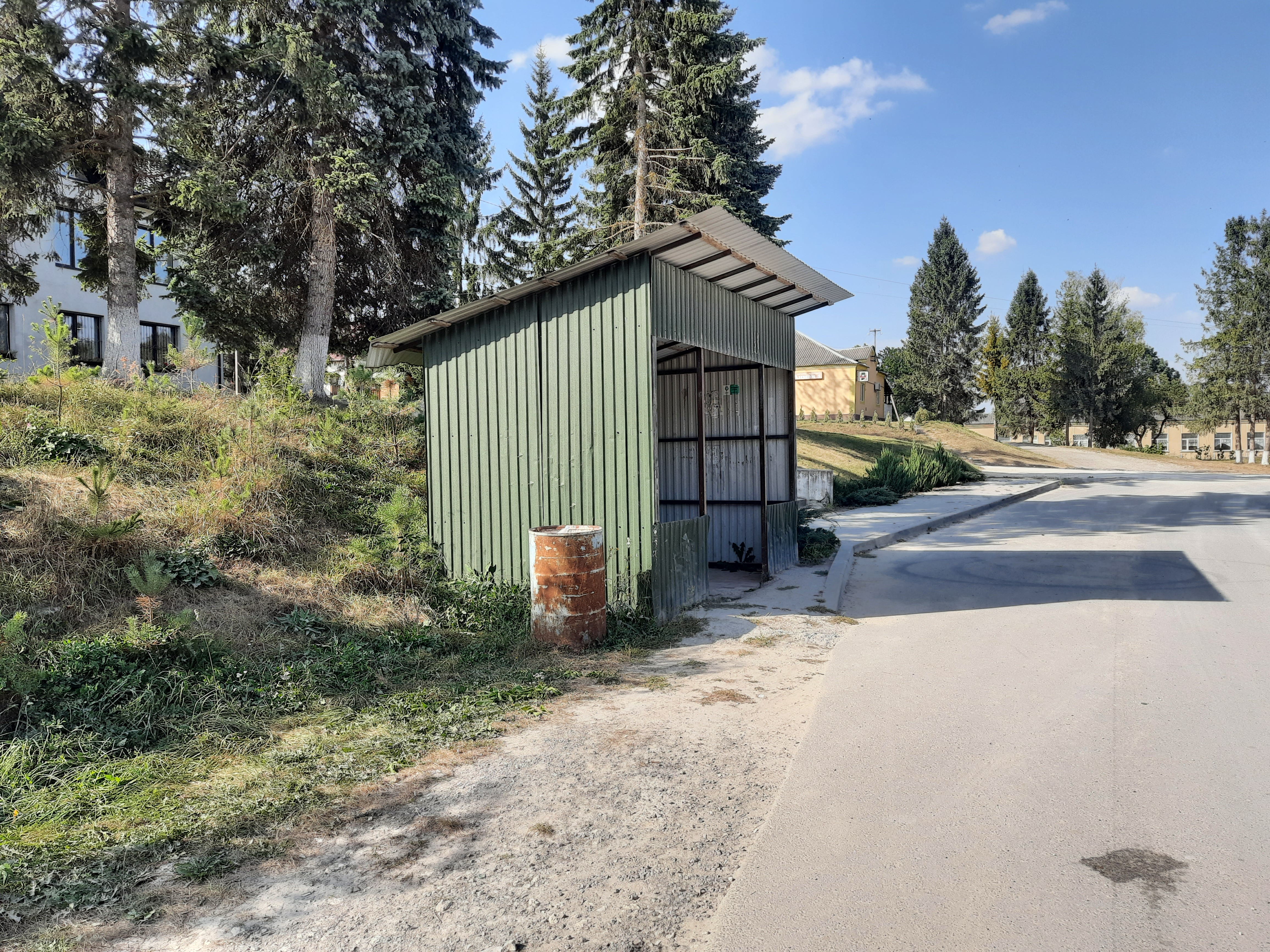
Автобусна зупинка

Лі́дихів — село в Україні, у Почаївській міській громаді Кременецького району Тернопільської області. Розташоване на крайньому заході району. До 2020 центр Лідихівської сільської ради. До Лідихова приєднано хутір Лісовики. Розташоване біля витоку річки Слонівка.
Населення — 2372 особи (2001).

## Історія
Перша писемна згадка про Лідихів пов'язана з наданням його великим князем литовським Казимиром Ягеллоном вихідцеві з Поділля Нестору, датується 1442 роком.
Село є гніздом відомого українсько-польського шляхетського роду Лідихівських (Ледуховських) гербу Шалава (пол. Ledóchowskich herbu Szaława).
У жовтні (може, 6) 1570 року Кременецький земський суд зробив запис про суперечку за спадковий маєток Лідихів між власниками Лідихівськими.
18 лютого 1621 року Самійло Макарович Лідихівський — кременецький земський суддя — отримав привілей короля Сигізмунда ІІІ Вази на заснування у маєтку Лідихів, у якому він збудував уже на цей час невеличкий замок, однойменного містечка з правом проведення ярмарків і торгів.
В роки розбудови містечка Лідихова його тоді ще православні власники думали і про спасіння своїх та підлеглим їм душ і вибудували напроти замку на високому пагорбі мурований храм св. Миколая, який впродовж століть був для мешканців містечка найбільшою святинею. Але коли і хто з Лідихівських побудував цей храм — невідомо. Церква кілька разів перебудовувалась, розширялась, такою дійшла до нашого часу. Поруч неї давня дерев'яна дзвіниця.
Миколай Ледуховський, стольник мстиславський (1717 року), дідич (спадкоємець) Лідихова та Матвіївців, помер 1747 р. у Підкамені.Його син Войцех, від Анни Чарнецької, зброяр (мiecznik) подольський, став співспадкоємцем Лідихова у 1766р.
За третім поділом Речі Посполитої (1795) Лідихів анексувала Російська імперія, він опинився на кордоні з Габсбурзькою монархією (з 1804 — Австрійською імперією, з 1867 року Австро-Угорською). До Першої світової війни на його межах були два прикордонні пости.
Станом на 1885 рік у селі Лідихів, що належало тоді до Почаївської волості Кременецького повіту Волинської губернії, було 168 дворів, у яких проживало 1217 душ; тут діяли православна церква, постоялий дім, водяний млин. 
За переписом 1897 року кількість мешканців зросла до 1765 осіб (903 чоловічої статі та 862 — жіночої), з яких 1669 — православної віри. За переписом 1911 року в Лідихові проживало 2059 жителів.
З 1891 року в селі діяла Лідихівська сільськогосподарська школа ім. Захарія Івановича Шкуріна, яка готувала своїх вихованців до праці на землі новими методами та знайомила їх із досягненнями агротехніки. Під час Першої світової війни ця школа була перенесена в Житомир і стала основою технікуму, що переріс згодом у Житомирський сільськогосподарський інститут. В інститутському музеї є згадка про походження цього закладу з Лідихівської сільськогосподарської школи.
За Ризьким договором 1921 року Кременецький повіт відійшов до Польщі. У 1920-1930-х роках у селі діяли «Просвіта» (відновлена 1990 р.), «Сільський господар», «Рідна школа» та інші українські товариства.
На 1936 рік село входило до ґміни Почаїв Кременецького повіту.
Під час Другої світової війни 417 лідихівців були мобілізовані в Червону Армію. 225 із них полягли в боях.
12 червня 2020 року, відповідно до розпорядження Кабінету Міністрів України № 724-р «Про визначення адміністративних центрів та затвердження територій територіальних громад Тернопільської області», увійшло до складу Почаївської міської громади.
19 липня 2020 року, в результаті адміністративно-територіальної реформи та ліквідації Кременецького (1940-2020) району, село увійшло до складу новоутвореного Кременецького району.

## Населення
За даними перепису населення 2001 року мовний склад населення села був таким:
| Мова       | Число ос. | Відсоток |
| ---------- | --------- | -------- |
| українська |           | 99,96    |
| російська  |           | 0,04     |

## Пам'ятки
Є церква святого Миколая, братська могила воїнів РА (1944).
Споруджено пам'ятник воїнам-односельцям, полеглим у німецько-радянській війні (1970), насипано могилу воякам УПА (1990).
Значні для села історичні події.
1. До видатних місць можна віднести урочище Сорокова гора, де в давнину знаходився замок засновників села, панів Лєдуховських. На сьогодні руїни замку знаходяться в землі, наземна частина зруйнована.
2. В урочищі Карбовщина поховані воїни УПА, які прийняли бій з більшовицькими окупантами в 1944 році. Це одна з сторінок визвольної війни українського народу, яка й досі погано вивчена. Учні місцевої школи доглядають за цією могилою воїнів.
3. З оповідей старожилів ми побували на місці колишнього кордону колись могутніх імперій: Австро-угорської та Російської. Кордон проходив по дорозі. Нині це межа між Тернопільською та Львівськими областями.
4. Один із районів села Лідихів отримала назву від панів Мальчицьких — Мальчичина. В роки Другої світової війни тут загинуло декілька сімей (були кинуті в криницю).
Пам'ятником загиблим слугує криниця.
5. Урочище Красне з давніх-давен притягувало до себе своїм краєвидом та природою жителів та промисловців. В кінці XIX століття тут була відкрита сільськогосподарська школа, засновником якої був Шкурін Захарій Іванович, не корінний житель, але похований на старому кладовищі с. Лідихова. З оповідей старожилів відомо, що Захарій Іванович славився хорошим агрономом, селекціонером, проводив дослідницьку роботу на території школи. Ним було селекціоновано кілька сортів черешень, яблунь, слив. Цьому сприяв клімат місцевості, родючість земель. Ця школа проіснувала більше десяти років. Згодом вона була перенесена у м. Житомир, на її базі засновано сільськогосподарський інститут, про що свідчать матеріали, які знаходяться в музеї інституту.

## Соціальна сфера
Діють загальноосвітня школа I-III ступенів, бібліотека, ФАП, відділення зв'язку, торговельні заклади.

## Відомі люди

### Народилися
- Володимир Собчук — історик, краєзнавець, педагог, фахівець у галузі генеалогії, історичної географії та історії культури, кандидат історичних наук (2002).
- Степан Ярмусь — православний церковний діяч, редактор, видавець, автор книг з гомілетики, загального богослов'я, церковного права, історії української церкви.
- Салата Микола Ількович — лицар Бронзового хреста бойової заслуги УПА.

### Дідичі
- Лідихівські